# Лентехи
Лентехи (на грузински: ლენტეხი) е малко селище от градски тип, почти с размерите на село, в Долна Сванетия (Квемо-Сванети), Грузия. Разположено е на река Ласканура, приток на Цхенисцкали и въпреки размерите си, е най-голямото населено място в областта. Изпълнява функциите на административен център на Долна Сванетия. Населението му през 2014 г. е 947 души.
Лентехи е разположен на 750 – 800 м надморска височина. Градчето е известно като транзитен пункт по пътя към Горна Сванетия. Намира се при сливането на три реки и в него има три основни улици. Централната носи името на царица Тамара и напомня на кленово-елова алея. Тя пресича цялото селище и в края му преминава в груб път към Горна Сванетия.
В Лентехи има полицейски участък, училище, музикална зала, болница, спортен център и няколко магазина. Особени забележителности няма. Интерес представляват само Храмът на Мария и етнографският музей, построен във вид на неголямо сванско жилище с характерната кула към него. Зад музея се виждат руините от средновековния дворец на ериставите Дадиани. В Лентехи се намират и две стари църкви от 10 век. Към едната е изграден малък женски манастир. В края на селището има минерален извор с леко газирана вода.
В селището работи филиал на кутаиския обувен комбинат.